# Reinhold Koser
Reinhold Koser (né le 7 février 1852 à Schmarsow, arrondissement de Prenzlau et mort le 25 août 1914 à Berlin) est un historien prussien et directeur des Archives d'État secrètes prussiennes (de).

## Biographie
Reinhold Koser étudie l'histoire et la philologie à Berlin, Vienne – où il rejoint la fraternité Silesia – et Halle. Il obtient son doctorat en 1874 avec un sujet sur la guerre de Trente Ans : Der Kanzleienstreit: ein Beitrag zur Quellenkunde der Geschichte des Dreißigjährigen Krieges. Entre 1874 et 1885, Koser participe aux publications de l'Académie prussienne des sciences de Berlin, où il occupe des postes de chargé de cours privé à l'université à partir de 1880 et d'"archiviste secret d'État" en 1882, jusqu'à ce qu'il soit nommé professeur associé en 1884 et quitte le service des archives.
Koser est nommé professeur titulaire à l'Université de Bonn en 1890 en tant que successeur d'Alfred Dove et, après la mort d'Heinrich von Sybel en 1896, nommé directeur des archives d'État prussiennes. La même année, il est accepté comme membre à part entière de l'Académie prussienne des sciences. En 1897, il est nommé conseiller privé et en 1898, historiographe de l'État prussien. À partir de 1901, il est membre correspondant de l'Académie bavaroise des sciences.
Koser est l'éditeur des quatre premiers volumes de Forschungen zur Brandenburgischen und Preußischen Geschichte. Neue Folge der „Märkischen Forschungen" des Vereins für die Geschichte der Mark Brandenburg, qui depuis 1888 chaque année "en relation avec Friedrich Holtze (de), Gustav von Schmoller, Adolf Stölzel (de), Adalbert von Taysen (de) et Heinrich von Treitschke » est publié par Duncker & Humblot à Leipzig. Son successeur est Albert Naudé.
En 1895, l'empereur Guillaume II confie à Koser la direction du programme historique pour l'Allée de la Victoire qu'il a planifiée et qui est achevée en 1901. Koser est ainsi responsable du choix des 32 statues et 64 figures secondaires de ce boulevard monumental, que la population berlinoise raille comme une allée de poupées, mais doit en fin de compte se conformer aux directives impériales De 1905 à 1914, il est président du conseil central de la Monumenta Germaniae Historica.
L'œuvre principale de Koser est l'histoire de Frédéric le Grand, pour laquelle il reçoit l'Ordre Pour le Mérite pour la science et l'art en 1912 et le Prix Verdun (de) en 1904.
Reinhold Koser est mort à Berlin en 1914 à l'âge de 62 ans. Sa tombe se trouve dans l'ancien  cimetière de l'église des Douze-Apôtres à Berlin-Schöneberg. Par décision du Sénat de Berlin, la dernière demeure de Reinhold Koser (tombe 5-1-2) est dédiée comme tombe honorifique de l'État de Berlin depuis 1980. La consécration est prolongée en 2001 pour la durée habituelle de vingt ans.

## Publications
- (Hrsg.) Heinrich de Catt. Unterhaltungen mit Friedrich dem Großen. Memoiren und Tagebücher. Hirzel, Leipzig 1884.
- Friedrich der Große als Kronprinz. 2. Auflage, J. G. Cotta, Stuttgart 1901 (disponible sur Internet Archive).
- König Friedrich der Große. 2 Bände. J. G. Cotta, Stuttgart 1904/1908.
- Friedrich der Große – Volksausgabe. J. G. Cotta, Stuttgart/Berlin 1911 (online).
- Geschichte der brandenburgisch-preußischen Politik. Erster Bd.: Geschichte der brandenburgischen Politik bis zum Westfälischen Frieden von 1648. J. G. Cotta, Stuttgart/Berlin, 2. Aufl. 1913.
- Briefwechsel Friedrichs des Großen mit Grumbkow und Maupertuis (= Publicationen aus den preußischen Staatsarchiven, Bd. 72). Hirzel, Leipzig 1898 (disponible sur Internet Archive).
- Über den gegenwärtigen Stand der archivalischen Forschungen in Preußen (= Mittheilungen der K. Preußischen Archivverwaltung, Heft 1). Hirzel, Leipzig, 1900 (disponible sur Internet Archive).
- (Hrsg. mit Hans Droysen (de)): Briefwechsel Friedrichs des Großen mit Voltaire (= Publikationen aus den K. Preußischen Staatsarchiven, Bd. 81), Teil 1: Briefwechsel des Kronprinzen Friedrich 1736–1740. Hirzel, Leipzig 1908 (disponible sur Internet Archive).
- (Hrsg. mit Hans Droysen): Briefwechsel Friedrichs des Großen mit Voltaire (= Publikationen aus den K. Preußischen Staatsarchiven, Bd. 82), Teil 2: Briefwechsel König Friedrichs 1740–1753. Hirzel, Leipzig 1909 (online in der Google-Buchsuche-USA).
- (Hrsg. mit Hans Droysen): Briefwechsel Friedrichs des Großen mit Voltaire (= Publikationen aus den K. Preußischen Staatsarchiven, Bd. 86), Teil 3: Briefwechsel König Friedrichs 1753–1778. Hirzel, Leipzig 1911 (disponible sur Internet Archive).
- Preußische Staatsschriften aus der Zeit Friedrichs II. Bd. 1–3. Berlin 1874–1892.
- Politische Korrespondenz Friedrichs des Großen. Bd. 1–28. Berlin 1872–1903.
- Geschichte Friedrichs des Großen (Jahrhundertausgabe zum Gedächtnis des 24. Januar 1712), Cotta’sche Buchhandlung Nachfolger, Stuttgart/Berlin, Bd. 1: 1912, Bände 2 u. 3: 1913, Bd. 4: (Anmerkungen, Bibliographie, Personenverzeichnis) 1914.